# Sabaria colorata
Sabaria colorata là một loài bướm đêm trong họ Geometridae.